# Walter Gropius
Walter Adolph Georg Gropius (Berlín, Imperio alemán, 18 de mayo de 1883-Boston, Estados Unidos, 5 de julio de 1969) fue un arquitecto, urbanista y diseñador alemán, fundador de la Escuela de la Bauhaus.
Walter Gropius comenzó su carrera como arquitecto bajo la dirección de Peter Behrens. Se unió al movimiento modernista de la Deutscher Werkbund, y en 1911 logró una obra maestra con la fábrica Fagus. En 1919, tras la Primera Guerra Mundial, se hizo cargo de la Escuela de Artes Aplicadas de Weimar, a la que rebautizó Bauhaus. Introdujo una nueva forma de enseñar el arte y la técnica. Más tarde diseñó para la escuela los famosos edificios de la Bauhaus en Dessau (Sajonia-Anhalt). En 1926 dejó su cargo de director de la Bauhaus y continuó su trabajo como arquitecto. Sin embargo, la falta de encargos le llevó a emigrar al Reino Unido, y después a Estados Unidos en 1937. Nombrado profesor de la Universidad de Harvard, formó paralelamente a una generación de arquitectos. Su último gran proyecto fue el rascacielos Pan Am Building de Nueva York en 1958. Tras su muerte, varias de sus creaciones fueron gestionadas por organizaciones patrimoniales, y varias de sus obras fueron inscritas en la Lista del Patrimonio Mundial de la UNESCO, entre ellas la fábrica Fagus, el campus de la Bauhaus en Dessau y las Ciudades del Modernismo en Berlín.

## Biografía
Fue hijo y nieto de arquitectos. Estudió arquitectura en Múnich y en Berlín, abandonando la carrera en 1908 sin el título. Según confesión propia, se sentía sobrepasado por sus dificultades con el dibujo. Después de sus estudios trabajó durante tres años en el despacho de Peter Behrens y a continuación se independizó. Entre 1910 y 1915, año de su matrimonio con Alma Mahler, se dedicó principalmente a la reforma y ampliación de la fábrica de Fagus en Alfeld. Con sus estructuras metálicas finas, sus grandes superficies acristaladas, sus cubiertas planas y sus formas ortogonales, esta obra se convirtió en pionera de la arquitectura moderna.
Gropius fue el fundador de la famosa escuela de diseño Escuela de la Bauhaus, en la que se enseñaba a los estudiantes a utilizar materiales modernos e innovadores para crear edificios, muebles y objetos originales y funcionales. Ocupó el cargo de esta escuela, primero de Weimar y luego en Dessau, desde 1919 hasta 1928.
A partir de 1926 Gropius se dedicó intensamente a los grandes bloques de viviendas, en los que veía la solución a los problemas urbanísticos y sociales. También abogó en favor de la racionalización de la industria de la construcción para permitir construir de forma más rápida y económica. Diseñó numerosos complejos de viviendas en los que aplicó sus ideas.
En 1934 Gropius se exilió de Alemania al sufrir agresiones de los nazis a su trabajo y a la escuela Bauhaus. Vivió y trabajó tres años en Inglaterra y después se trasladó a los Estados Unidos, donde fue profesor de arquitectura en la escuela de diseño de Harvard. En 1946 fundó un grupo de jóvenes arquitectos, que se denominó The Architects' Collaborative, más conocido como TAC. Durante varios años se ocupó personalmente de dirigir y formar el grupo. Los otros socios eran Norman C. Fletcher (1917-2007), Jean Bodman Fletcher (1915-1965), John C. Harkness (1916-2016), Sarah P. Harkness (1914-2013), Robert S. McMillan (1916-2001), Louis A. McMillen (1916-1998) y Benjamin C. Thompson (1918-2002). Entre las obras que realizaron en este período se encuentran la Fábrica de porcelana Rosenthal (Selb, Alemania), la Universidad de Bagdad (Bagdad) y los Edificios Packaged House System (Lincoln, Massachusetts).
Murió a los 86 años de edad.

## Pertenencia a movimientos de vanguardia

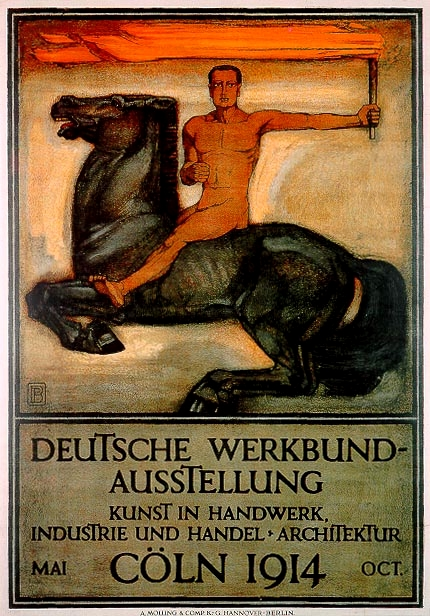
Póster de la exposición de 1914 de la Deutscher Werkbund en Colonia.

También en 1910, el arquitecto se unió a la Deutscher Werkbund , una asociación de artistas que promovía la innovación en las artes aplicadas y la arquitectura. Por un lado, este movimiento ejerció una influencia duradera en la visión de Walter Gropius sobre el diseño, la promoción y la funcionalidad en la artesanía y la industria; por otro, desarrolló la creatividad del joven arquitecto y le liberó de las referencias arquitectónicas históricas: las formas arquitectónicas de los edificios que Gropius creó eran esencialmente el resultado de limitaciones vinculadas a formas técnicas (véase Funcionalismo (arquitectura)). [Funcionalismo (arquitectura)]). También perfeccionó sus métodos de diseño con Adolf Meyer. Como no sabía dibujar, se rodeó de gente que sí sabía. A partir de entonces, él trazaba las líneas generales y sus colaboradores ultimaban los planos. Gropius también desarrolló todo un método basado en la comunicación: daba conferencias, publicaba artículos, libros y ensayos .
Gracias a la buena acogida de la fábrica Fagus por parte de la crítica, en 1914 el arquitecto presentó un prototipo de complejo de oficinas y una maqueta de fábrica para la exposición Deutscher Werkbund de Colonia . Durante los primeros años del estudio de arquitectura, también diseñó muebles, papel pintado, objetos producidos en serie, carrocerías de automóviles e incluso una locomotora diésel. La Primera Guerra Mundial interrumpe la carrera de Gropius. Llamado a filas como reservista, sirvió en el Frente Occidental como sargento mayor durante todas las hostilidades, y resultó gravemente herido, a punto de morir. Al final de la guerra fue nombrado oficial, teniente del Cuerpo de señales . Fue condecorado dos veces con la Cruz de Hierro. Inicialmente belicista, apoyando al emperador Guillermo II, poco a poco se fue resignando al caos al que la guerra arrastraba al país. Además, los cuatro años de conflicto le convencieron para alejarse de todo cargo político.

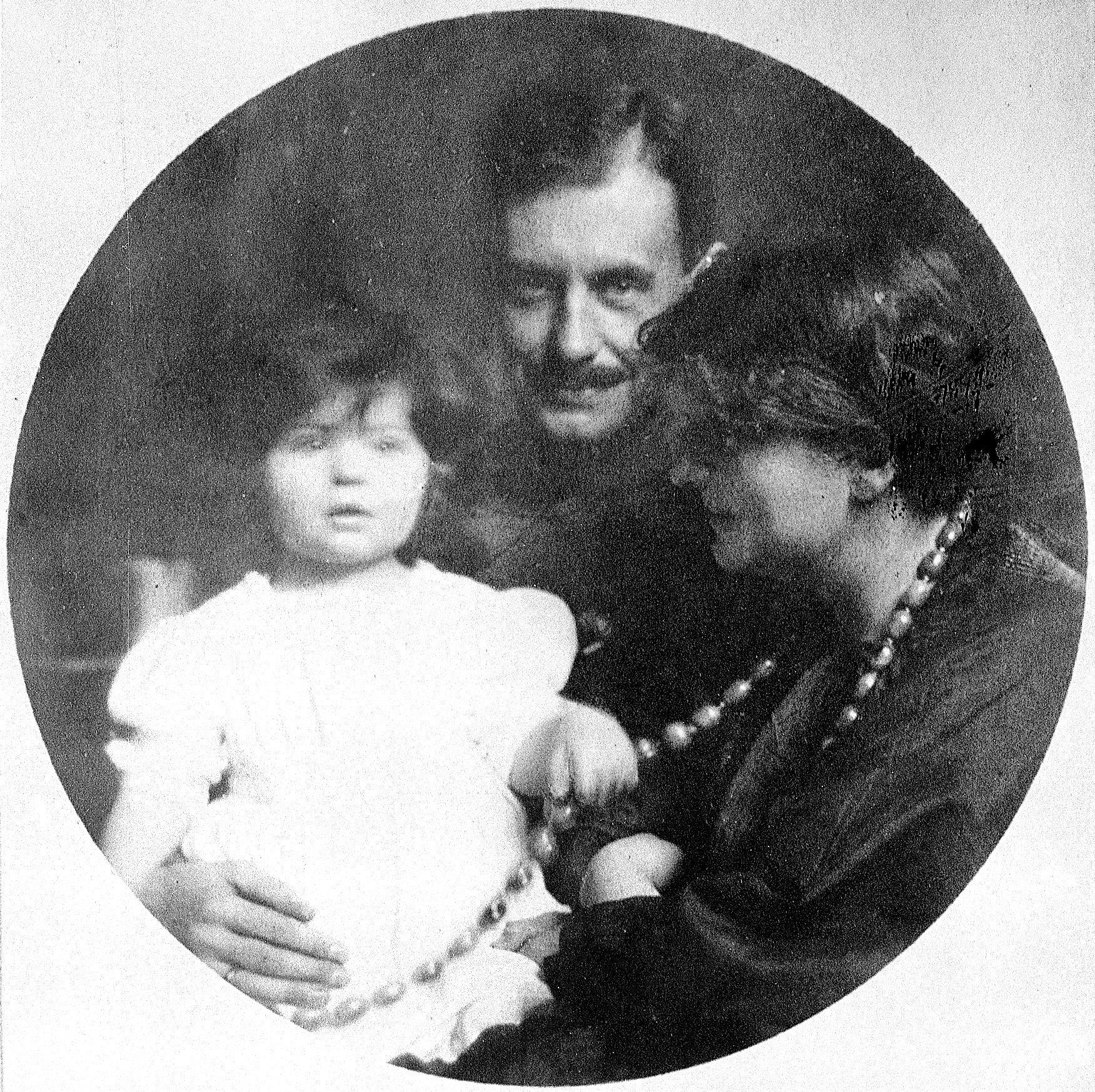
Manon Gropius, Walter Gropius y Alma Mahler en 1918.

En 1915 se casó con Alma Mahler, viuda de Gustav Mahler. Al año siguiente tuvieron una hija, Manon, pero la pareja se divorció en 1920. La muerte de Manon el 22 de abril de 1935, a la edad de dieciocho años, inspiró a Alban Berg para escribir su Concierto a la memoria de un ángel, compuesto ese mismo año.
En 1919, Gropius se unió a varios movimientos artísticos y participó, bajo el seudónimo de "Maß", en el intercambio de cartas entre expresionistas utópicos, que tomó la forma de una "cadena de cartas". Este grupo de corresponsales, conocido como Gläserne Kette (Cadena de Cristal), se formó a instancias de Bruno Taut y estuvo activo entre noviembre de 1919 y diciembre de 1920. Su correspondencia proporcionó la base teórica para la arquitectura expresionista en Alemania. Walter Gropius fue también miembro del Arbeitsrat für Kunst y del 'Novembergruppe, dos asociaciones de arquitectos y artistas, fundadas también por Bruno Taut.

## Fundación de  Bauhaus
Antes de la Primera Guerra Mundial, Gropius ya formaba parte de un movimiento de renovación estética, representado por la Deutscher Werkbund, que pretendía unir el arte con el diseño industrial. Al finalizar la guerra, Gropius, en su papel de director de la Sächsischen Kunstgewerbeschule (Escuela de Artes y Oficios) y de la Sächsischen Hochschule für bildene Kunst (Escuela Superior de Bellas Artes), decide fusionarlas en una sola escuela que combinara los objetivos académicos de cada una y a la cual se le agregaría una sección de arquitectura.
En 1919, Walter Gropius funda una escuela de diseño, arte y arquitectura en Weimar. Walter Gropius llamó a la nueva escuela Staatliches Bauhaus. 
En dicha escuela Gropius no permitió que las mujeres estudiaran arquitectura, aun en contra de las leyes de la República de Weimar que establecían la educación universal. A las mujeres les permitía participar en los talleres textiles o de cerámica.
El mismo edificio construido para la escuela en Dessau manifiesta los valores más representativos de La Bauhaus. Uno de los principios establecidos por la Bauhaus desde su fundación fue: «La forma sigue a la función». La construcción completa es el objetivo de todas las artes visuales. Antes, la función más noble de las bellas artes era embellecer los edificios, constituían componentes indispensables de la gran arquitectura. Hoy las artes existen aisladas… Los arquitectos, los pintores y escultores deben estudiar de nuevo el carácter compositivo del edificio como una entidad… El artista es un artesano enaltecido.

## Los Bauhausbücher (1925-1930)
Bajo la dirección de Walter Gropius en 1923, la Bauhaus adoptó las comunicaciones visuales y la edición como actividades fundamentales. En la primavera de ese mismo año, se estableció la Bauhaus Verlag con el propósito de difundir y promover las ideas y obras generadas por la escuela. La publicación del catálogo de su primera exposición desempeñó un papel significativo al presentar al público el enfoque innovador de la Bauhaus en diversas disciplinas, incluyendo el arte, la arquitectura y el diseño. A partir de entonces la edición fue fundamental para la escuela. A través de la producción de libros, revistas y otros medios impresos,  pudo compartir sus ideas y proyectos con una audiencia más amplia,  lo que contribuyó a la influencia y al legado perdurable de la escuela en el campo de las comunicaciones visuales y la edición.
La Bauhaus Verlag se encontró en una encrucijada tras su quiebra dos años después de su creación. No obstante, una segunda oportunidad se materializó cuando Albert Langen, un empresario editorial poco convencional reconocido por su enfoque no solo económico sino también político-cultural en sus publicaciones. Gracias a la colaboración con Albert Langen, la Bauhaus Verlag superó las dificultades financieras y mantuvo una intensa labor de publicación y difusión. En este contexto surge la emblemática serie Bauhausbücher (1925-1930), que llegó a publicar un total de siete números, editados por Gropius y Laszlo Moholy-Nagy, que también se hizo cargo del diseño, con la colaboración fundamental de Ise Gropius y Lucia Moholy. Además de difundir sus ideas, la colección fue un medio de comunicación interna, un laboratorio de pruebas de los talleres de diseño  y una demostración aplicada de las posibilida-des productivas, comunicativas y estéticas  de  su  programa.

### El giro De Stijl

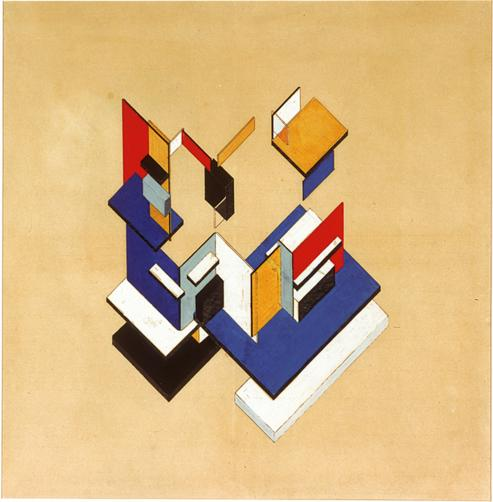
Theo van Doesburg, Contraconstrucción, 1923.

En 1922, Walter Gropius y Adolf Meyer presentaron un proyecto al concurso internacional para el edificio del Chicago Tribune. El objetivo era diseñar el rascacielos que albergaría la nueva sede del periódico. El arquitecto propuso un edificio decididamente moderno, cuyo estilo estaba en continuidad con la fábrica Fagus, al tiempo que recogía influencias del movimiento De Stijl. Walter Gropius apuntó referencias a la Escuela de Chicago (arquitectura). Sin embargo, el proyecto no fue seleccionado por ser demasiado moderno y radical, y el jurado prefirió la propuesta de Raymond Hood y su Tribune Tower en estilo neogótico.
En 1923, Walter Gropius nombró al artista László Moholy-Nagy director del curso preliminar, que había quedado vacante tras la dimisión de Johannes Itten. Su llegada marcó el fin de la corriente expresionista en la escuela. Al mismo tiempo, la aparición del movimiento De Stijl promovido por Theo van Doesburg fue fundamental para la reforma ideológica de Walter Gropius en la Bauhaus. La escuela Bauhaus tomó una dirección que buscaba combinar arte y técnica. Al orientarse hacia el diseño industrial, la escuela inició un giro constructivista.
El 16 de octubre de 1923, Gropius se casó con Ilse Frank (1897 - 1983), conocida como "Ise", a quien conoció ese mismo año en una conferencia en Hannover. Ese mismo año organizó la "Exposición de la Bauhaus de Weimar", destinada a mostrar al público los resultados de la escuela. El arquitecto presentó un concepto de vivienda estandarizada, el Baukasten im Großen (literalmente "caja de construcción a tamaño natural"), basado en la estandarización y modularidad de los bloques de viviendas. En esta exposición, Gropius también presentó el único edificio realmente construido, llamado Haus am Horn.  Esta casa en forma de cubo se basa en los planos de Georg Muche.

## Arquitectura
Los edificios de Gropius reflejan el más puro estilo de la Bauhaus, ya que están construidos con materiales nuevos, que les confieren un aspecto moderno, desconocido en aquella época. Sus fachadas son lisas y de líneas claras, y carecen de elementos ornamentales innecesarios. Con ello, Gropius ha sido uno de los creadores del llamado «estilo internacional» en la arquitectura.

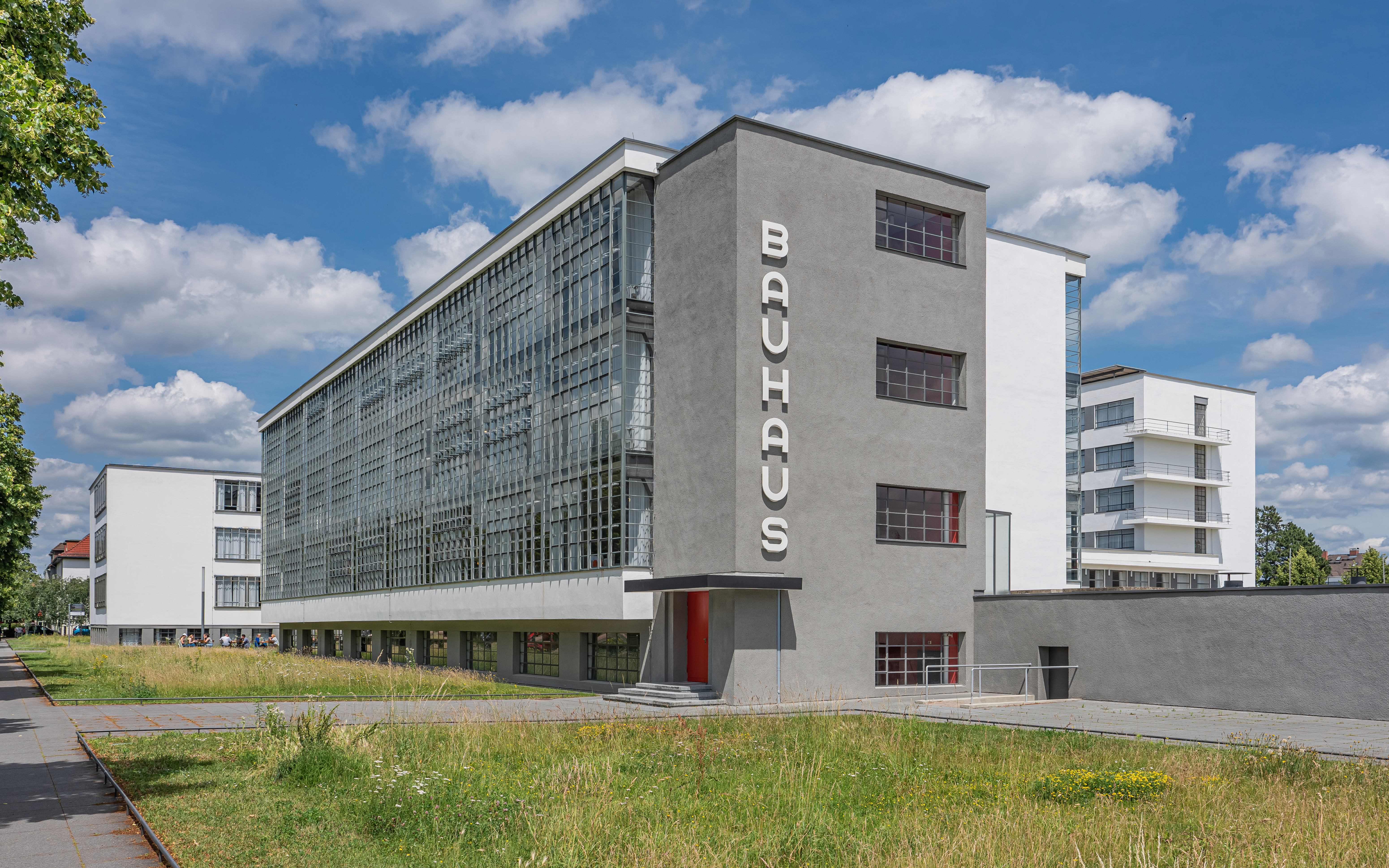
El edificio de la Escuela Bauhaus en Dessau, diseñado por el propio Walter Gropius
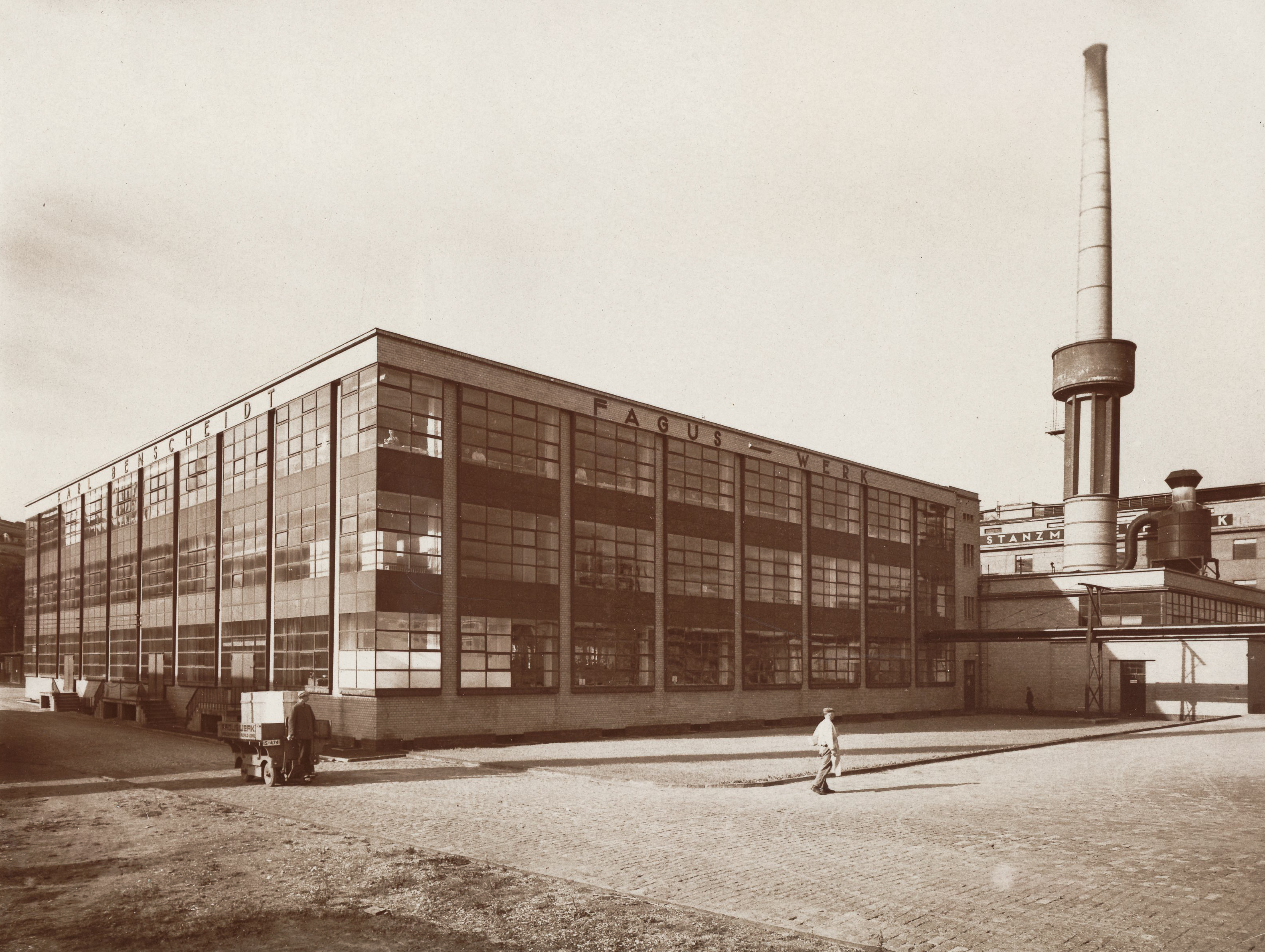
1911/1912: nueva construcción de la fábrica Fagus en Alfeld por Walter Gropius y Adolf Meyer
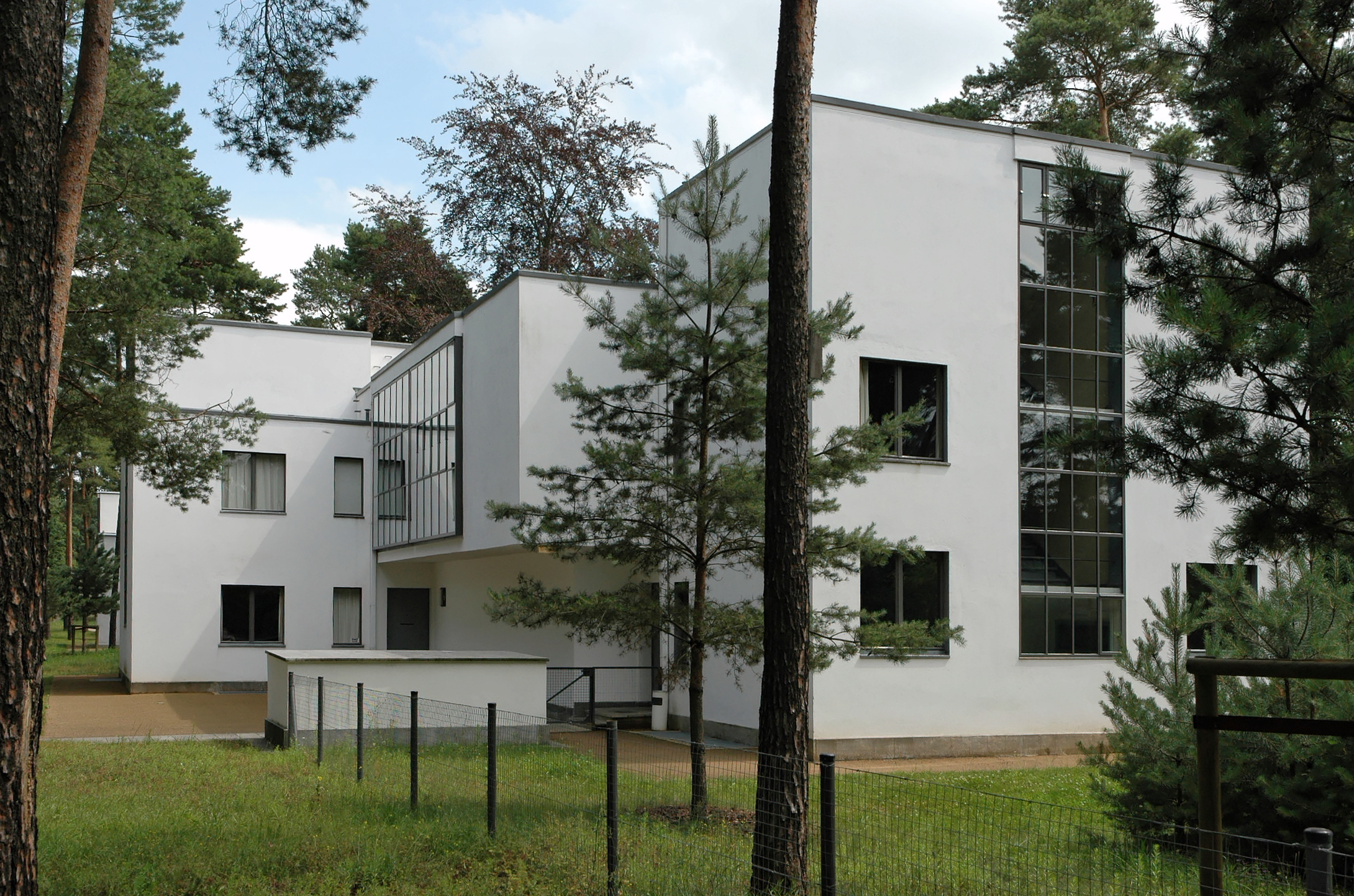
Casa de los maestros en Dessau
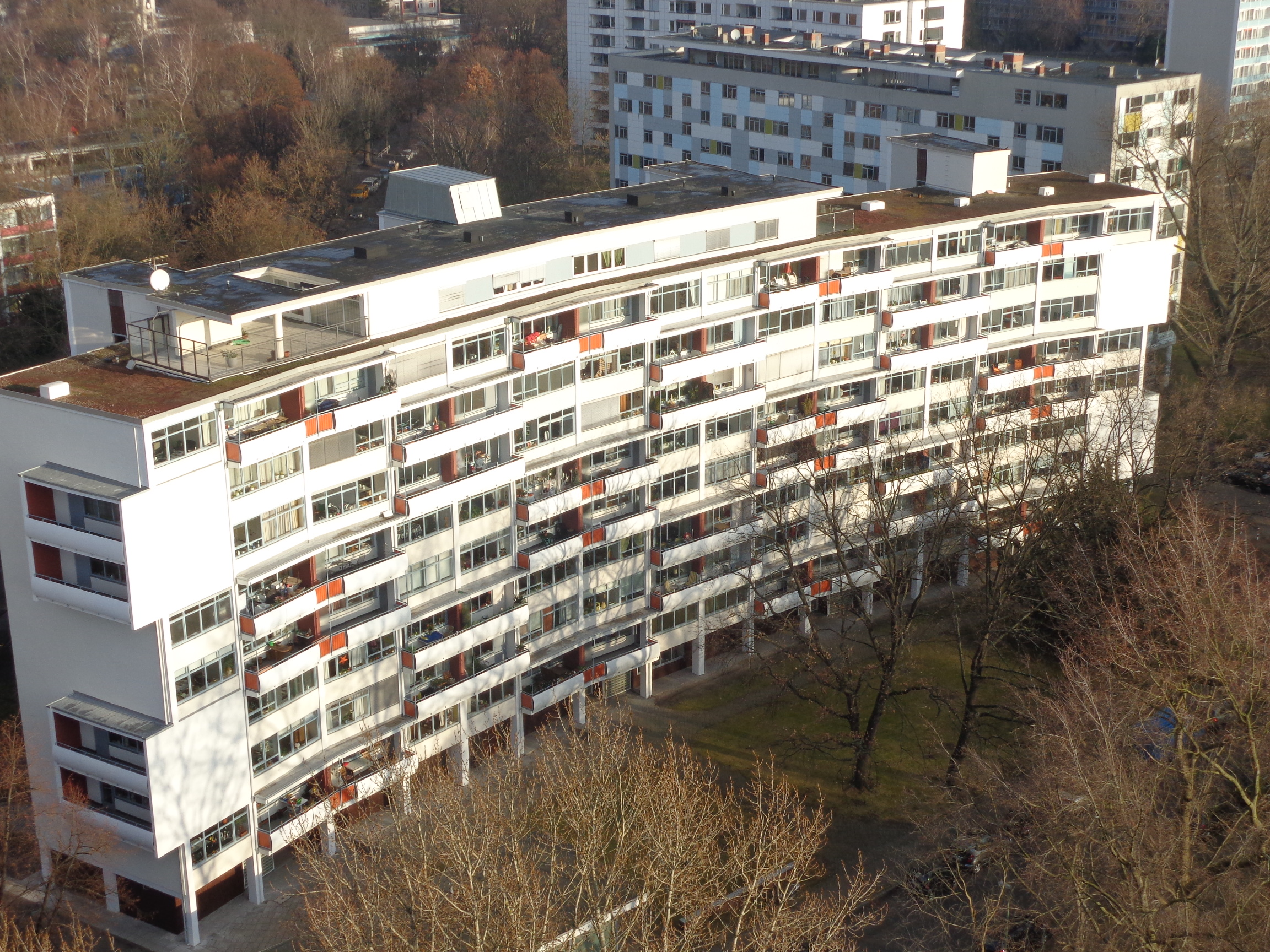
Construcción de fachada circular en el Großen Tiergarten, Berlín
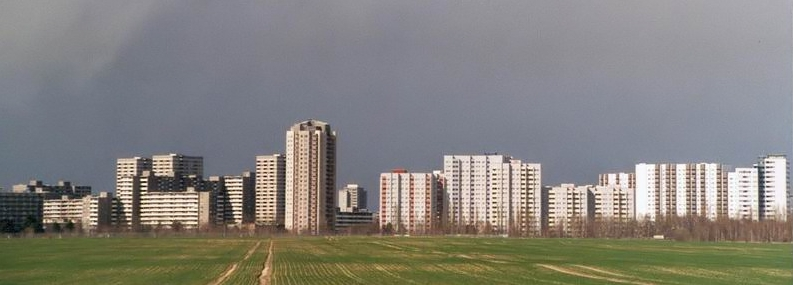
El Gropiusstadt, distrito de Berlín diseñado por Walter Gropius
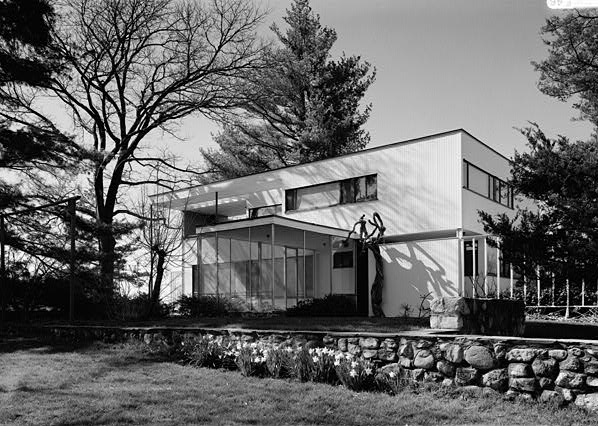
Casa de Gropius, Lincoln, MA., EE. UU. (1938)
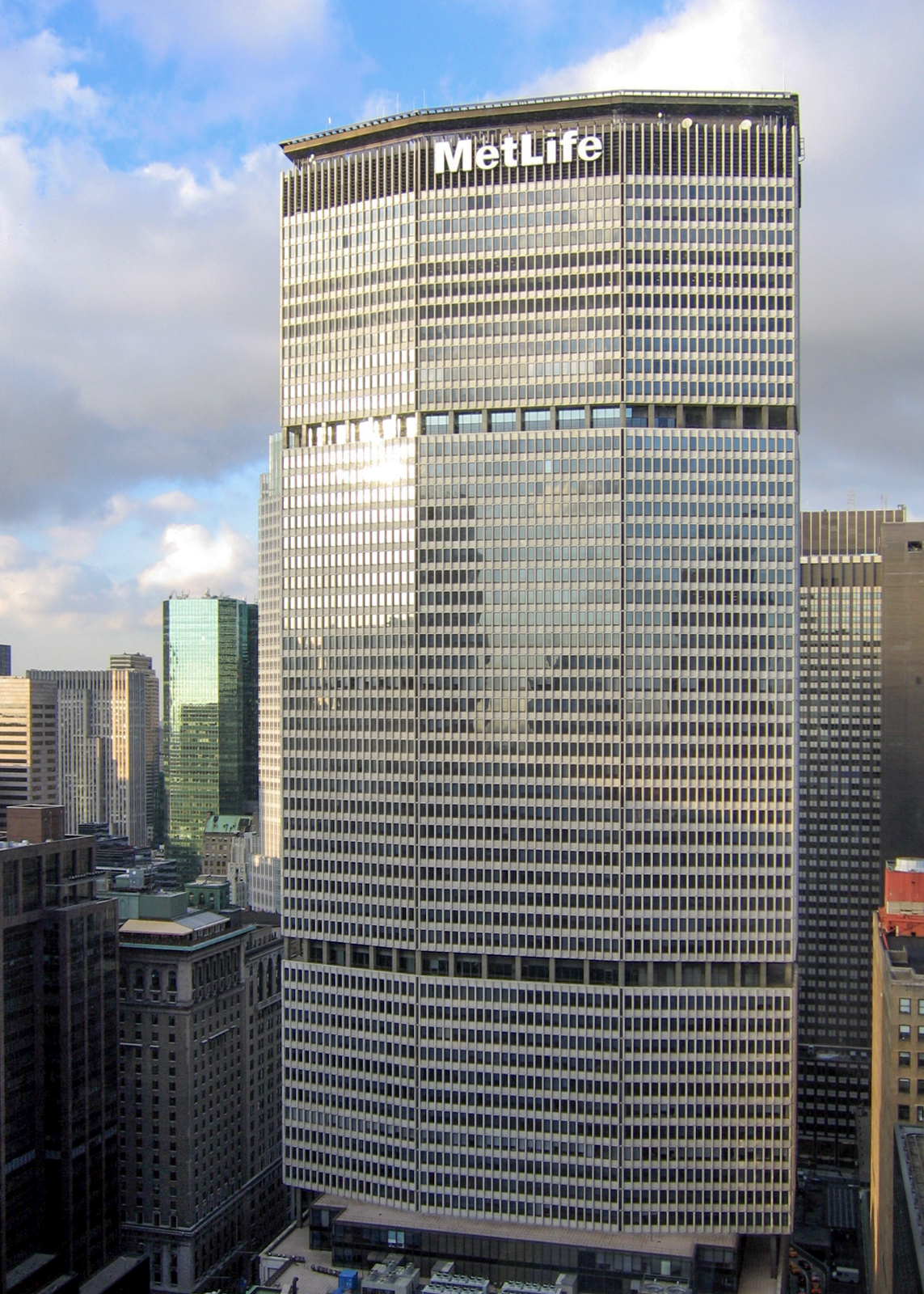
Edificio PanAm (ahora MetLife) en Nueva York

### Relación cronológica de sus proyectos
- 1911-1915 Fábrica Fagus, Alfeld an der Leine, Alemania
- 1914 Edificios de oficinas y fábricas en el Werkbund, Colonia, Alemania
- 1920-1921 Casa Sommerfeld, Berlín, Alemania
- 1920-1922 Monumento Memoria Víctimas Golpe Estado de Kapp, Weimar, Alemania
- 1922 Proyecto de la Tribune Tower, Chicago, EE. UU.
- 1924 Casa Auerbach, Jena, Alemania
- 1925-1926 Edificio de la Bauhaus, Dessau, Alemania
- 1925-1926 Casas de los maestros de la Bauhaus, Dessau, Alemania
- 1926-1928 Colonia Törten, Dessau, Alemania
- 1927 Proyecto Teatro total
- 1927-1929 Oficina de empleo, Dessau, Alemania
- 1928-1929 Colonia Dammerstock, Karlsruhe, Alemania
- 1929-1930 Colonia Siemensstadt, Berlín, Alemania
- 1934 Sección de metales no férreos Exposición "Deutsches Volk - Deutsche Arbeit", Berlín, Alemania
- 1935-1936 Casa Ben Levy, Londres, Reino Unido
- 1938 Casa Gropius, Lincoln, EE. UU.
- 1940-1941 Cabaña Chamberlain, Wayland, Massachusetts, EE. UU.
- 1948-1950 Graduate Center de la Universidad de Harvard, Cambridge, EE. UU.
- 1955-1957 Bloque de viviendas en la Interbau, Berlín, Alemania
- 1958-1963 Pan Am Building (ahora Met Life Building), Nueva York, EE. UU.
- 1960 Complejo de edificios del Gropiusstadt, Berlín, Alemania
- 1967-1970 Fábrica de vidrio Thomas, Amberg, Alemania
- 1976-1979 Archivos de la Bauhaus, Berlín, Alemania